# هوراس فرنسوا باستيان سيباستياني دو لابورتا
هوراس فرنسوا باستيان سيباستياني دو لابورتا (11 نوفمبر عام 1771 - 20 يوليو عام 1851) هو جنرال ودبلوماسي وسياسي فرنسي شغل منصب وزير البحرية ووزير الشؤون الخارجية ووزير الدولة خلال عهد ملكية يوليو.
تدرج سيباستياني في الجيش الثوري الفرنسي الذي التحق في صفوفه حين كان شابًا، وذلك قبل أن يصبح مؤيدًا لنابليون بونابرت. كان سيباستياني مبعوث حكومة القناصل الفرنسية إلى المشرق وبرز حين وضع خططًا لإعادة احتلال مصر العثمانية وخدم كسفير الإمبراطورية لدى الباب العالي في ما بعد. سعى إلى زيادة النفوذ الفرنسي خلال أدائه لمهامه كسفير وألقى الضوء على النشاطات الموالية لروسيا في الإمارتين الدانوبيتين وهو ما أدى إلى اندلاع الحرب العثمانية الروسية (1806-1812). كان سيباستياني مسؤولًا عن تنظيم الدفاع عن القسطنطينية خلال عملية الدردنيل في عام 1807. شارك في حرب شبه الجزيرة وأقام في قصر الحمراء وذلك بعد استدعائه إلى فرنسا على إثر الضغوط البريطانية عقب عزل السلطان سليم الثالث، وشارك في غزو روسيا الذي باء بالفشل ودافع عن منطقة شامبانيا في وجه جيوش التحالف السادس.
اعترف سيباستياني باستعراش آل بوربون ولكن تحزب إلى نابليون خلال فترة المئة يوم وانتخب عضوًا في مجلس النواب للمرة الأولى في عام 1815. نفي بعد فترة وجيزة من عودة الملك لويس الثامن عشر ولكن قبلت عضويته كنائب مجددًا في عام 1819. انحاز للفصيل اليساري وأيد السياسة الليبرالية ودخل في صراع مع وزارة جان بابتيست دو فيليل. كان سيباستياني من مؤيدي لويس فيليب في أعقاب ثورة يوليو. شهدت الفترة التي قضاها سيباستياني كوزير للخارجية انخراط فرنسا في الثورة البلجيكية ورفضها تأييد انتفاضة نوفمبر والتوصل إلى حل مثير للجدل في نزاعها التجاري مع الولايات المتحدة والاحتلال الفرنسي لمدينة أنكونة. ترقى في السلك الحكومي الفرنسي ليخدم كسفير خلال السنوات اللاحقة.
لعب مقتل ابنته فرانسواز دوقة براسلين في عام 1847 دورًا غير مباشر في اندلاع ثورة عام 1848.

## النشأة
ولد سيباستياني في بلدة لابورتا بجزيرة كورسيكا وهو ابن خياط وحرفي ميسور الحال وابن أخ القس الروماني الكاثوليكي لويس سيباستياني دو لابورتا الذي أضحى أسقف أجاكسيو في ما بعد، ومن المرجح أنه كان على صلة قرابة بعيدة من آل بونابرت. كان لدى هوراس سيباستياني شقيق يدعى تيبورس والذي تدرج حتى نال رتبة مشير. كان متجهًا في بادئ الأمر للعمل الديني ولكنه غادر موطنه في كورسيكا إبان الثورة الفرنسية والتحق في صفوف الجيش في عام 1792. أوفد لفترة وجيزة للعمل كسكرتير عند الكونت رافاييل كادورنا في الدار البيضاء. شارك سيباستياني في الحروب الثورية ومن جملتها الحملات العسكرية في كورسيكا في عام 1793 وحملات جبال الألب خلال الفترة الممتدة من عام 1794 حتى عام 1797 ومعركة مارنجو في عام 1800. خدم كضابط في فوج الفرسان التاسع وترقى إلى رتبة عقيد في عام 1799.
التحق سيباستياني بحاشية لوتشيانو بونابرت وأيد الإجراءات السياسية التي اتخذها نابليون ولعب دورًا فعالًا في انقلاب 18 برومير (9 نوفمبر عام 1799). أرسلته حكومة القناصل في أول مهامه الدبلوماسية إلى الإمبراطورية العثمانية وتحديدًا إلى مصر العثمانية وأجزاء أخرى من المشرق في عام 1802. كانت تسوية النزاع بين السويد ودولة طرابلس البربرية من أولى الإجراءات التي اتخذها، وذلك بالإضافة إلى نيله موافقة الأخيرة على الاعتراف بالجمهورية الإيطالية.

## سفيرًا لدى سليم الثالث
عين سيباستياني سفير فرنسا إلى الباب العالي بتاريخ 12 أبريل عام 1806 وتسلم منصبه في يوم 10 أغسطس. حاول إقناع السلطان سليم الثالث باستبعاد البحرية الملكية من أحقية المرور عبر الدردنيل. واجه سيباستياني عداوة شبه شاملة من السلك الدبلوماسي المناهض لفرنسا والذي تأثرت آرائه بالكونت الروسي أندريه ياكوفليفيتش بودبرغ والسفير البريطاني تشارلز أربوثنوت، وذلك بحسب ما جاء في مقالة سيرة ذاتية نشرتها مجلة ريفيو في عام 1833. كذلك ادعت نفس المقالة أنه «كان لدى فرنسا مبعوثي إسبانيا وهولندا كحلفاء». كان من بين تحركات هوراس سيباستياني لحشد الدعم العثماني لنابليون تأسيس مطبعة في القسطنطينية والتي نشرت أعمالًا مترجمة من الأدب الفرنسي باللغتين التركية والعربية.

استطاع سيباستياني إقناع العثمانيين باتخاذ موقف مناوئ لروسيا بعدما لفت أنظارهم إلى المؤامرة المناهضة للعثمانيين في الأفلاق والتي كان الأمير قسطنطين إيبسيلانتس العقل المدبر وراءها، وذلك فضلًا عن السياسات المثيرة للشكوك التي اتبعها أمير مولدافيا ألكسندر موروسيس. ذكر السياسي وكاتب المذكرات الأرستقراطي الأفلاقي إيون غيكا أن سليم أخذ بنصيحة الجنرال سيباستياني الذي حاول ضم السلطان إلى معسكر نابليون واستشعر وجود صلة بين إيبسيلانتس والانتفاضة الصربية:
«شعر أن إيبسيلانتس انحاز إلى جانب الروس وتوصل إلى تفاهم مع كب من بازفانتوغلو من فيدين وجورج تشيرني الصربي إذ كان كليهما قد ثارا على الباب العالي.»
اندلع النزاع نفسه حين اعتبرت روسيا أن الإطاحة بالأمير إيبسيلانتس كان يخالف النص الحرفي لمعاهدة كيتشوك كاينارجي ومعاهدة جاسي. انعقد الباب العالي لإعادة تنصيب الأميرين، وذلك في الوقت الذي كان فيه الكونت بودبرغ والسفير أربوثنوت يستعدان لمغادرة القسطنطينية. ومع ذلك، دخلت القوات الروسية بقيادة الجنرال إيفان ميخلسون والكونت ميخائيل ميلورادوفيتش الإمارتين الدانوبيتين. كان الأمير إيبسيلانتس قد هرب في السابق إلى المعسكر الروسي واعتبره حلفاؤه لفترة وجيزة حاكمًا على كلتا الإمارتين (قبل تولي قوات الاحتلال الروسي زمام الأمور). ألقت القوات الروسية القبض على القنصل الفرنسي في مولدافيا شارل فريدريك راينارد والذي لم يكن على دراية بالتواصل القائم بين سيباستياني والسلطان سليم. كان استعمال فرنسا لنفوذها سرًا من أجل تسيير السياسة الخارجية العثمانية من بين النتائج الرئيسية لسلسلة الأحداث هذه.
ساعد سيباستياني العثمانيين في تحصين القسطنطينية بنجاح ضد الأسطول البريطاني بقيادة الأدميرال داكوورث إبان الحرب الإنجليزية العثمانية الموازية في عام 1807. أدى القصف البريطاني الذي جاء في الوقت الذي يحتفل خلاله المسلمون بعيد الأضحى إلى خلق حالة من الذعر بين السكان المسلمين، وكانت فرقة سيباستياني المؤلفة من ضباط عسكريين فرنسيين القوة العسكرية النظامية الوحيدة المتواجدة على الجانب الأوروبي. طلب السير جون داكوورث إزالة السفير الفرنسي وتسليم المنشآت العسكرية في الدردنيل ومنح روسيا حق حكم البغدان ومولدافيا، وذلك في رسالة وجهها إلى السلطان سليم. بعث السلطان مبعوثين طلبوا من سيباستياني مغادرة الأراضي العثمانية ولكن السفير الفرنسي أوضح أنه لن يقوم بذلك قبل أن يأمره سليم نفسه.
بادرت القوات الإنكشارية المتمركزة على شواطئ الأناضول إلى تنظيم صفوفها وذلك في الوقت الذي كان فيه هذا الأمر قيد النقاش وبدأت بالرد على الهجوم بعد اشتداد قوامها. وبعدها طلب السلطان سليم من سيباستياني ورجاله (ومن جملتهم لويس غوستاف لو دولسيه وخوسيه مارتينز هيرفاس وماركيز دالمينارا بالإضافة إلى أمين سر السفارة فلوريموند دو فاي دولا تور-موبورغ) تولي على دفاعات القسطنطينية وخط النار قرب قصر طوب قابي وتنظيم المناورات التي حملت داكوورث على الانسحاب.
تزوج سيباستياني من جان-فرانسواز أنطوانيت (فاني) فرانكوتوت دو كواني في عام 1806. كانت جان-فرانسواز الابنة الوحيدة لفرنسوا هنري دو فرانكوتوت ماركيز كواني. توفيت الأخيرة أثناء توليدها خلال نزولها في القسطنطينية، وذلك قبل أيام قليلة من خلع السلطان (14 أبريل عام 1807) وتركت ثروة كبيرة لسيباستياني. نقل السلطان سليم تعازيه بعد سماعه بنبأ وفاتها عن طريق الترجمان الأكبر.